# Olympische Sommerspiele 1980/Teilnehmer (Costa Rica)
| Gelbes Symbol für Goldmedaillen mit stilisierten Olympischen Ringen | Graues Symbol für Silbermedaillen mit stilisierten Olympischen Ringen | Braundes Symbol für Bronzemedaillen mit stilisierten Olympischen Ringen |
| ------------------------------------------------------------------- | --------------------------------------------------------------------- | ----------------------------------------------------------------------- |
| —                                                                   | —                                                                     | —                                                                       |

Costa Rica nahm an den Olympischen Sommerspielen 1980 in Moskau mit einer Delegation von 29 Athleten (28 Männer und eine Frau) an 18 Wettkämpfen in fünf Sportarten teil. Ein Medaillengewinn gelang keinem der Athleten.

## Teilnehmer nach Sportarten

### Bogenschießen
Männer
- Juan Wedel
Einzel: 35. Platz

- Jorge Murillo
Einzel: 36. Platz

### Judo
- Ronny Sanabria
Superleichtgewicht: im Achtelfinale ausgeschieden

- Alvaro Sanabria
Halbleichtgewicht: in der 1. Runde ausgeschieden

- Manuel Chavez
Leichtgewicht: in der 1. Runde ausgeschieden

### Fußball
- in der Gruppenphase ausgeschieden
Carlos Jiménez
Carlos Toppings
Dennis Marshall
Francisco Hernández
Herberth Quesada
Javier Masís
Jorge White
Julio Morales
Luis Fernández
Marvin Obando
Minor Alpízar
Omar Arroyo
Ricardo García
Roger Alvarez
William Avila
Tomás Velásquez

### Schießen
- Marco Hidalgo
Schnellfeuerpistole 25 m: 31. Platz

- Mariano Lara
Freie Pistole 50 m: 26. Platz

- Rodrigo Ruiz
Freie Pistole 50 m: 29. Platz

- Mauricio Alvarado
Kleinkalibergewehr Dreistellungskampf 50 m: 38. Platz
Kleinkalibergewehr liegend 50 m: 54. Platz

- Roger Cartín
Kleinkalibergewehr Dreistellungskampf 50 m: 39. Platz
Kleinkalibergewehr liegend 50 m: 53. Platz

- Álvaro Guardia
Skeet: 44. Platz

### Schwimmen
Männer
- Andrey Aguilar
200 m Brust: im Vorlauf ausgeschieden
100 m Schmetterling: im Vorlauf ausgeschieden
200 m Schmetterling: im Vorlauf ausgeschieden
400 m Lagen: im Vorlauf ausgeschieden

Frauen
- María París
100 m Freistil: im Vorlauf ausgeschieden
100 m Rücken: im Vorlauf ausgeschieden
100 m Schmetterling: 7. Platz
200 m Schmetterling: im Vorlauf ausgeschieden